# Basitoxus megacephalus
Basitoxus megacephalus là một loài bọ cánh cứng trong họ Cerambycidae.